# Station Hannover Messe/Laatzen
Station Hannover Messe/Laatzen (Bahnhof Hannover Messe/Laatzen) is een spoorwegstation in de Duitse plaats Laatzen, in de deelstaat Nedersaksen, nabij de beurs van Hannover. Het station ligt aan de spoorlijn Hannover - Kassel en de hogesnelheidslijn Hannover - Würzburg. Het station wordt in de dienstregeling alleen bediend door treinen van de S-Bahn van Hannover. Bij grote evenementen in de zoals CeBIT halteren hier alle treinen, zowel langeafstands- als regionale treinen. Het station in het stadsdeel Alt-Laatzen verving in het jaar 2000 het oude beursstation, welke aan een zijlijn in het midden van het beursterrein lag. Bedrijfstechnisch hoort het bij het station Hannover-Wülfel.

## Geschiedenis
Het station werd in verband met de wereldtentoonstelling Expo 2000 nieuw gebouwd. Het verving het station van Laatzen welke op dezelfde plek stond. Het werd in 1977 geopend bij de bouw van de hogesnelheidslijn en verving het noordelijker gelegen voorstadstation Hannover-Wülfel.
Voor het beursverkeer was begin jaren '50 tot 1998 een kopstation Hannover-Messe direct op het beursterrein gelegen, deze lijn werd op 19 maart 1971 geëlektrificeerd en in 1988 eenmalig uitgebreid.
Voor het nieuwe station werd een Europees ontwerpwedstrijd voor stedenbouwkundige ideeën uitgeschreven.
Het nieuwe station werd op 22 maart 2000 officieel geopend. De eerste van twee deelprojecten werd al in het voorjaar van 1998 in gebruik genomen, nadat de werkzaamheden in 1996 begonnen waren. In totaal werd €200 miljoen geïnvesteerd, 30 nieuwe wissels evenals 61 seinen geplaatst. Voor de Expo 2000 werden tot 133.000 reizigers per dag in 300 reizigers- en 250 S-Bahn-treinen verwacht.
De stationshal overspant de sporen middels een circa 60 meter lange en 36 meter brede voorgespannen betonnen brug en is over de gehele lengte met een dakconstructie uit gebogen staal overspannen. De toegang tot de doorgangsperrons volgt via een gelijktijdige perronoverkapping en voetgangersbrug, welke meerdere trappen heeft naar het perron.
Het beursstation beschikt over twee 420 meter lange en 9 meter brede langeafstandsperrons aan vier doorgangsporen, daarnaast zijn er twee 210 meter lange kopsporen voor de S-Bahn-treinen die hier eindigen. Twee doorgangsporen zonder perron van de HSL Hannover - Würzburg lopen over het oude tracé. 
Tijdens de Expo 2000 bevond zich noordoostelijk van het station aan bestaande sporen een provisorische Terminal B, aan dit perron begonnen en eindigde treinen uit het noorden en oosten. Het tijdelijke perron werd na de Expo weer afgebroken.

## Verbindingen

### Regelmatig verkeer
In de dienstregeling wordt het station Hannover Messe/Laatzen vanaf december 2008 bediend door lijn S4. Deze trein rijdt tussen Hildesheim, Hannover en Bennemühlen. 
| Serie | Treinsoort             | Route                                                                                          | Bijzonderheden                                |
| ----- | ---------------------- | ---------------------------------------------------------------------------------------------- | --------------------------------------------- |
| S4    | S-Bahn (DB Regio Nord) | Bennemühlen – Hannover Hbf – Hannover Bismarckstraße – Hannover Messe/Laatzen – Hildesheim Hbf | Bennemühlen - Hannover Hbf 2x per uur (ma-za) |

### Verbindingen tijdens beursdagen
Tijdens grote evenementen zoals Argitechnica, CeBIT en Hannover Messe stoppen ook de langeafstandstreinen op het station, om een directe verbinding met het beursterrein mogelijk te maken. Bijvoorbeeld, tijdens CeBIT 2010 stopten er dagelijks 72 ICE- en 15 IC-treinen op het station. Daarnaast halteerde ook alle regionale treinen op het station. De frequentie van de S-Bahn-lijn S4 wordt tijdens beursdagen verhoogd naar tweemaal per uur. Tevens rijdt de evenementenlijn S8 tussen Hannover Messe via het Hauptbahnhof naar de Flughafen Hannover-Langenhagen, om een directe verbinding met de luchthaven mogelijk te maken. 
Het station wordt een langeafstandsstation bij de jaarlijkse beurzen zoals CeBIT en Hannover Messe. Voor de tweejaarlijkse beurzen Agritechnica, CeMAT, EuroBLECH, EuroTier, LIGNA, IAA stoppen er ook extra treinen op het station.
Naast de lijn S4 welke in de dienstregeling hier een vaste stop heeft, stoppen tijdens beurzen de volgende lijnen op station Hannover Messe/Laatzen:
| Serie  | Treinsoort                        | Route | Bijzonderheden |
| ------ | --------------------------------- | --- | --- |
| ICE 20 | InterCityExpress (DB Fernverkehr) | [ Kiel Hbf – Neumünster ] / [ Hamburg-Altona ] – Hamburg Dammtor – Hamburg Hbf – Lüneburg – Uelzen – Hannover Hbf – Göttingen – Kassel-Wilhelmshöhe – Fulda – Hanau Hbf – Frankfurt (Main) Hbf – [ Frankfurt (Main) Flughafen Fernbahnhof – Mainz Hbf – Wiesbaden Hbf ] / [ Mannheim Hbf – Karlsruhe Hbf – Baden-Baden – Freiburg (Breisgau) Hbf – Basel Bad Bf – Basel SBB – Zürich Hbf ] | Rijdt elke twee uur. |
| ICE 22 | InterCityExpress (DB Fernverkehr) | [ [ Kiel Hbf – Neumünster ] / [ Hamburg-Altona ] – Hamburg Dammtor – Hamburg Hbf ] / [ Oldenburg (Oldb) Hbf – Bremen Hbf ] – Hannover Hbf – Kassel-Wilhelmshöhe – Frankfurt (Main) Hbf – Frankfurt (Main) Flughafen Fernbahnhof – Mannheim Hbf – Stuttgart Hbf | Rijdt elke twee uur. Één trein per dag van/naar Oldenburg. |
| ICE 25 | InterCityExpress (DB Fernverkehr) | [ [ Kiel Hbf – Neumünster ] / [ Hamburg-Altona ] – Hamburg Dammtor – Hamburg Hbf – ] / [ Oldenburg (Oldb) Hbf – Bremen Hbf – ] Hannover Hbf – Göttingen – Kassel-Wilhelmshöhe – Fulda – Würzburg Hbf – [ Nürnberg Hbf – ] / [ Treuchtlingen – Donauwörth – Augsburg Hbf – München-Pasing ] / [ Ingolstadt Hbf ] – München Hbf – Tutzing – Murnau – Oberau – Garmisch-Partenkirchen | Rijdt elk uur tussen Hamburg en München. Elke twee uur een vleugeltrein naar/van Oldenburg. Enkele treinen via Augsburg. Één trein per dag door naar Garmisch-Partenkirchen. |
| IC 26  | Intercity (DB Fernverkehr)        | [ [ Westerland (Sylt) – Husum ] / [ Hamburg-Altona ] – Hamburg Dammtor ] / [ Ostseebad Binz – Stralsund Hbf – Rostock Hbf – Bützow – Bad Kleinen – Schwerin Hbf ] – Hamburg Hbf – Hamburg-Harburg – Lüneburg – Uelzen – Celle – Hannover Hbf – Göttingen – Kassel-Wilhelmshöhe – [ Marburg (Lahn) – Gießen – Frankfurt (Main) Hbf – Darmstadt Hbf – Bensheim – Weinheim (Bergstraße) – Heidelberg Hbf – Bruchsal – Karlsruhe Hbf ] / [ Fulda – Würzburg Hbf – Ansbach – Augsburg Hbf – [ Buchloe – Kempten (Allgäu) Hbf – Immenstadt – Oberstdorf ] / [ München Ost – Rosenheim – [ Prien a Chiemsee – Traunstein – Freilassing – Berchtesgaden ] / [ Kufstein – Innsbruck Hbf ] ] | Enkele treinen vanaf Binz en Westerland, enkele treinen vanaf Kassel richting Augsburg.                                                                                      |
| RE 2   | Regional-Express (metronom)       | Uelzen – Celle – Hannover Hbf – Nordstemmen – Elze (Han) – Alfeld (Leine) – Kreiensen – Northeim (Han) – Göttingen | |
| RE 10  | Regional-Express (Erixx)          | Hannover Hbf – Hildesheim Hbf – Salzgitter-Ringelheim – Goslar – Bad Harzburg | |
| S8     | S-Bahn (DB Regio Nord)            | Hannover Flughafen – Hannover Hbf – Hannover Bismarckstraße – Hannover Messe/Laatzen | Alleen tijdens evenementen |

### Overige verbindingen
De 340 meter tussen het station en het beursterrein wordt door de Skywalk overbrugd. De Skywalk is een overdekte voetgangersbrug voorzien van liften, roltrappen en loopbanden om een snelle en droge verbinding te bieden.
Direct bij het station ligt er een bushalte voor de lijn 340 en 341. Op loopafstand van het station (ongeveer 200 meter), in de straat Hildesheimer Straße, is er een halte van de Stadtbahn van Hannover. De volgende lijnen doen de halte "Laatzen/Eichstraße/Bahnhof" aan:
| Lijn | Route |
| ---- | --- |
| 1    | Langenhagen – Büttnerstraße – Hauptbahnhof – Kröpcke – Aegidientorplatz – Bothmerstraße – Laatzen/Eichstraße/Bahnhof – Laatzen – Rethen/Nord – Sarstedt |
| 2    | Alte Heide – Büttnerstraße – Hauptbahnhof – Kröpcke – Aegidientorplatz – Bothmerstraße – Laatzen/Eichstraße/Bahnhof – Laatzen – Rethen/Nord – Rethen    |